# Metopius insularis
Metopius insularis är en stekelart som beskrevs av André Seyrig 1934. Metopius insularis ingår i släktet Metopius och familjen brokparasitsteklar. Inga underarter finns listade i Catalogue of Life.